# 上町 (横須賀市)
上町（うわまち）は神奈川県横須賀市の町名。現行行政地名は上町一丁目から上町四丁目。住居表示未実施区域。

## 概要
横須賀市の中心市街地から平坂を登って西側にある住宅地。三崎街道（県道26号線）沿いに上町商店街を形成している。さらに丘を登るとうわまち病院や中央図書館など、行政施設も点在している。
住居表示は未実施であるが、地番整理を行ったために住所は整理されている。

## 地価
住宅地の地価は、2023年（令和5年）1月1日の公示地価によれば、上町4丁目73番16の地点で14万5000円/m2となっている。

## 沿革
- 1898年（明治31年） - 現在の3-21に豊島小学校が移転。
- 1930年（昭和5年）頃 - 横須賀上町教会・付属めぐみ幼稚園が現在の2-43に建設される[6]。
- 1950年（昭和25年）8月1日 - 町界町名地番整理を実施[7]。
- 2003年（平成15年）3月18日 - 横須賀上町教会・付属めぐみ幼稚園が国の登録有形文化財に登録される[6]。
- 2013年（平成25年）5月13日 - 3丁目1番地に所在していた横須賀税務署が新港町1番地8に移転[8]。

## 世帯数と人口
2023年（令和5年）4月1日現在（横須賀市発表）の世帯数と人口は以下の通りである。
| 丁目       | 世帯数    | 人口    |
| ---------- | --------- | ------- |
| 上町一丁目 | 817世帯   | 1,506人 |
| 上町二丁目 | 512世帯   | 996人   |
| 上町三丁目 | 687世帯   | 1,255人 |
| 上町四丁目 | 779世帯   | 1,397人 |
| 計         | 2,795世帯 | 5,154人 |

### 人口の変遷
国勢調査による人口の推移。
| 年                 | 人口  |
| ------------------ | ----- |
| 1995年（平成7年）  | 7,011 |
| 2000年（平成12年） | 6,530 |
| 2005年（平成17年） | 6,127 |
| 2010年（平成22年） | 5,804 |
| 2015年（平成27年） | 5,532 |
| 2020年（令和2年）  | 5,044 |

### 世帯数の変遷
国勢調査による世帯数の推移。
| 年                 | 世帯数 |
| ------------------ | ------ |
| 1995年（平成7年）  | 2,796  |
| 2000年（平成12年） | 2,740  |
| 2005年（平成17年） | 2,631  |
| 2010年（平成22年） | 2,583  |
| 2015年（平成27年） | 2,623  |
| 2020年（令和2年）  | 2,490  |

## 事業所
2021年（令和3年）現在の経済センサス調査による事業所数と従業員数は以下の通りである。
| 丁目       | 事業所数  | 従業員数 |
| ---------- | --------- | -------- |
| 上町一丁目 | 65事業所  | 294人    |
| 上町二丁目 | 87事業所  | 1,312人  |
| 上町三丁目 | 86事業所  | 554人    |
| 上町四丁目 | 14事業所  | 29人     |
| 計         | 252事業所 | 2,189人  |

### 事業者数の変遷
経済センサスによる事業所数の推移。
| 年                 | 事業者数 |
| ------------------ | -------- |
| 2016年（平成28年） | 278      |
| 2021年（令和3年）  | 252      |

### 従業員数の変遷
経済センサスによる従業員数の推移。
| 年                 | 従業員数 |
| ------------------ | -------- |
| 2016年（平成28年） | 2,120    |
| 2021年（令和3年）  | 2,189    |

## 主な施設
- 横須賀市立うわまち病院
- 横須賀市立中央図書館
- 横須賀市立看護専門学校
- 横須賀市立豊島小学校
- 横須賀上町郵便局
- 横須賀上町北郵便局
- 上町商盛会商店街
- 日本基督教団横須賀上町教会・付属めぐみ幼稚園
- 柏木田穴守稲荷神社

## 交通

### 鉄道
町内を通過する鉄道は存在しない。最寄り駅は京急本線の横須賀中央駅または県立大学駅となる。
三崎街道沿いに路面電車を通す計画があったが、とん挫した。

### バス
京浜急行バスが乗り入れている。

### 道路
東側を県道26号線（三崎街道）が縦貫している。

## 小・中学校の学区
市立小・中学校に通う場合、学区は以下の通りとなる（2017年2月時点）。
| 丁目       | 番地      | 小学校                 | 中学校                 |
| ---------- | --------- | ---------------------- | ---------------------- |
| 上町一丁目 | 全域      | 横須賀市立豊島小学校   | 横須賀市立不入斗中学校 |
| 上町二丁目 | 全域      | 横須賀市立豊島小学校   | 横須賀市立不入斗中学校 |
| 上町三丁目 | 1〜33番地 | 横須賀市立豊島小学校   | 横須賀市立不入斗中学校 |
| 上町三丁目 | その他    | 横須賀市立鶴久保小学校 | 横須賀市立不入斗中学校 |
| 上町四丁目 | 3〜89番地 | 横須賀市立豊島小学校   | 横須賀市立不入斗中学校 |
| 上町四丁目 | その他    | 横須賀市立鶴久保小学校 | 横須賀市立不入斗中学校 |

また、公立学校選択制により以下の中学校に通うこともできる。
- 横須賀市立坂本中学校
- 横須賀市立公郷中学校
- 横須賀市立衣笠中学校

## その他
- 横須賀警察署の上町三丁目交番は上町三丁目ではなく不入斗一丁目に所在している[19]。

### 日本郵便
- 郵便番号 : 238-0017[2]（集配局 : 横須賀郵便局[20]）。